# Automeris crudelis
Automeris crudelis é uma espécie de mariposa do gênero Automeris, da família Saturniidae.